# Шеремет, Иван Григорьевич
Иван Григорьевич Шеремет (1925, Троянов — 14 июля 1944, Гродненская область) — стрелок 433-го стрелкового полка 64-й стрелковой дивизии 50-й армии 2-го Белорусского фронта, красноармеец. Герой Советского Союза.

## Биография
Родился в 1925 году в селе Троянов райцентре, Волынского округа (ныне село относится к Житомирскому району Житомирской области). Украинец. Член ВЛКСМ с 1938 года. Окончил 9 классов средней школы.
В феврале 1944 года призван в ряды Красной армии. В боях Великой Отечественной войны с мая 1944 года. Воевал на 2-м Белорусском фронте.
Летом 1944 года 64-я Могилёвская стрелковая дивизия в наступательных боях очищала родную землю от немецко-фашистских захватчиков. На рассвете 14 июля 1944 года передовые части 433-го стрелкового полка вышли к Неману и начали разведку его западного берега. Командир 2-го батальона направил через Неман группу бойцов во главе с лейтенантом С. З. Сухиным, чтобы отвлечь внимание врага, а тем временем начать форсирование в более выгодном месте. Напрягая все силы, мокрые, усталые бойцы преодолели крутой берег и захватили позиции боевого охранения гитлеровцев, создав небольшой плацдарм.
Двенадцать контратак отразила в течение дня группа лейтенанта С. З. Сухина, удерживая захваченный рубеж. Семеро приковали к себе внимание противника на этом участке и тем самым помогли основным силам совершить обходный манёвр, форсировать реку в другом месте, зайти врагу в тыл и атаковать его. Боевая задача была выполнена.
Вечером 14 июля 1944 года Иван Григорьевич Шеремет скончался от полученных ранений. Похоронен в селе Лунно Мостовского района Гродненской области Белоруссии.
Указом Президиума Верховного Совета СССР от 24 марта 1945 года за мужество и героизм, проявленные при форсировании Немана и удержании плацдарма на его западном берегу, рядовому Ивану Григорьевичу Шеремету посмертно присвоено звание Героя Советского Союза.
Награждён орденом Ленина.